# Classe Charles F. Adams
Le navi conosciute come Classe Charles F. Adams sono state tra le classi di cacciatorpediniere più importanti della categoria.
Incaricate essenzialmente della difesa antiaerea e anche ASW, queste navi erano armate con una rampa Mk 13 singola o Mk 22 binata per una quarantina di missili Tartar/SM-1/Harpoon (a mano a mano che venivano aggiornate). Furono costruite in totale 29 unità, di cui 23 per gli Stati Uniti, 3 per la Germania, 3 per l'Australia. Tra il 1991 e il 1992, la Grecia acquistò quattro di queste unità dismesse dalla US Navy, mentre un'altra unita dismessa dagli Stati Uniti, la USS Goldsborough (DDG-20) venne acquistata nel 1993, dall'Australia per cannibalizzare i pezzi di ricambio, senza tuttavia entrare mai a far parte della marina australiana.

## Costruzione
Lo scafo era dotato di un ponte continuo, con un bordo libero piuttosto basso ma con un accentuato cavallino. Il cannone di prua era sul ponte di coperta, avanti alla tuga che includeva tutte le sovrastrutture fino a poppa. La plancia era bassa e larga, con i lanciasiluri di lato e un radar di tiro superiore. La serie di sovrastrutture iniziava subito dopo con un primo albero a tripode per le antenne radar bidimensionali e di scoperta in superficie, poi un primo fumaiolo, il lanciamissili ASROC, radar tridimensionale SPS-40 sistemato sul davanti del secondo fumaiolo, radar guidamissili, rampa missilistica poppiera e cannone.
Il sistema motore era dato da turbine a ingranaggi ad alta pressione, con 4 caldaie, 2 turbine e altrettanti assi. I fumaioli erano uno per ciascun gruppo di caldaie. La potenza era di 70,000 hp sufficienti per ottenere velocità ampiamente superiori ai 30 nodi effettivi.
A poppa non vi era spazio per un hangar elicotteristico, e non vi era nemmeno un ponte di volo per l'appontaggio di un elicottero.

## Armamento
Costruzioni oceaniche di media grandezza, esse erano 
costruite come navi missilistiche di prima generazione, essendo sostanzialmente intese come un miglioramento della classe Forrest Sherman precedente, ma con la capacità di ospitare un sistema missilistico Tartar. Questo era un sistema fondamentale, che evolutosi successivamente nella famiglia Standard SM-1 e SM-2 continua ad essere a tutt'oggi il più importante missile della categoria. Esso era sostanzialmente la versione senza booster di accelerazione del RIM-2 Terrier, quindi molto più compatto e adatto per quote medio-basse, con lanci previsti anche contro obiettivi in volo a soli 15 metri sul mare (mentre il Terrier era ufficialmente limitato a 152, 500 piedi), anche se inizialmente avevano solo 13 km di gittata. Questa venne accresciuta nel modello 'B' e venne introdotta anche la capacità antinave, che consentiva di ingaggiare con queste armi supersoniche navi nel raggio di circa 20–30 km. Come SAM il raggio aumentava a 32 km e la quota a circa 13 km, mentre l'affidabilità venne incrementata con il programma 'Get Well', dopo che un'indagine del 1962 trovò che il Tartar, pur essendo il più recente e semplice dei SAM navali statunitensi, possedeva solo una prontezza del 30% (3 navi su 10 sempre pronte a sparare come media), cosa che causò notevoli problemi per la credibilità di navi esclusivamente missilistiche come quelle oramai in fase di introduzione dall'US Navy. 

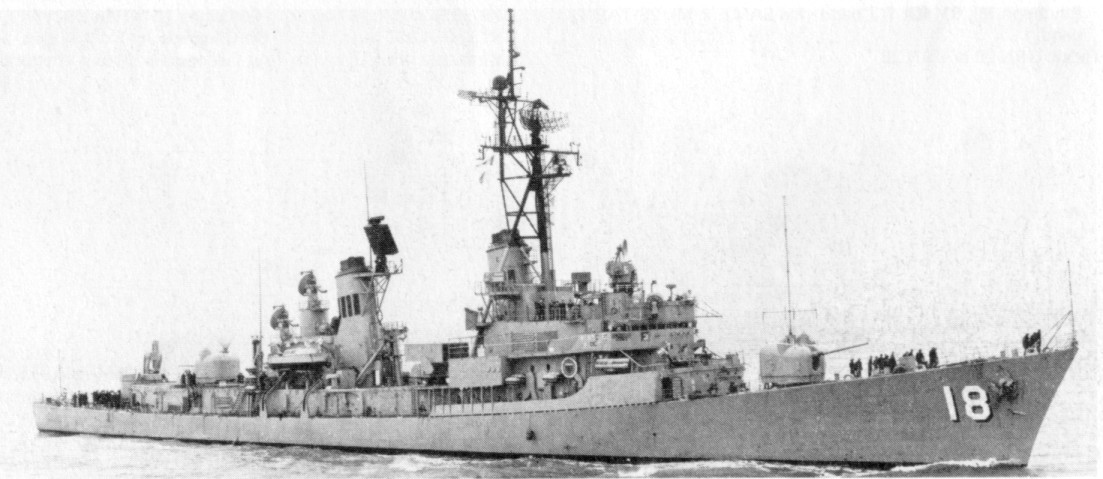
il cacciatorpediniere USS Semmes (DDG-18)

Il set di radar presente a bordo era composto da un bidimensionale e un tridimensionale a lungo raggio di tipo standard per l'US Navy, un SPS-40 e un SPS-39, che erano su due alberi a traliccio, entrambi sistemati davanti ai fumaioli. Due SPG-53 per il controllo del tiro erano a poppa, appena davanti al lanciamissili.
Le armi d'artiglieria presenti a bordo erano due cannoni Mk 42, armi ad alta cadenza di tiro capaci di sparare 40 colpi al minuto su di un raggio di 12 km antiaereo o di 23 antisuperficie, per granate da 32 kg. L'alzo era di 80 gradi, idealmente costituito per il tiro antiaereo. Sebbene essi fossero un progresso significativo rispetto ai cannoni da 127/38 bellici (proiettile più pesante, maggiore velocità iniziale e gittata, caricamento automatico) l'affidabilità, come già nel caso dei lanciamissili, era bassa e non si poteva tenere agevolmente l'alta cadenza di tiro teorica (paragonabile a quella dell'OTO Compatto di molti anni dopo). Dato che la meccanica dell'epoca non consentiva simili prestazioni senza compromettere l'affidabilità, la cadenza di fuoco venne ridotta a 20 colpi al minuto, per poi essere rialzato a circa 30 negli anni '70. Il peso e l'ingombro erano elevati, come anche i lavori per la manutenzione e il personale di servizio, sia nella torretta che nel deposito. La torre aveva anche due 'occhi di rana' (frogeye) che erano presenti ai lati del cannone, sul tetto della torre. Essi erano centraline di tiro autonomo, utili in emergenza o per ingaggio bersagli di superficie. Un radar dedicato era presente anche per questi cannoni, a prua, sopra il torrione.
Il lanciamissili ASROC era a mezzanave. Esso aveva anche funzione di deposito, in quanto aveva 8 razzi pronti al tiro, mentre ingombrava come una torretta da 127 mm. Aveva ordigni capaci di portare rapidamente, con una traiettoria balistica, un siluro ASW leggero Mk 46 o una bomba di profondità da 5 Kt. (solo navi USA). Solo una riservetta di quattro armi (mezza ricarica) era presente a bordo, e unicamente in alcune navi. La dotazione della nave comprendeva anche un paio di lanciasiluri Mk 32 per 6 armi (non vi era ricarica) da 12,5 pollici (324 mm) Mk 44 o Mk 46 (5 o 11 km di corsa utile, 30 o 45 nodi, 34 o 45 kg testata, quota operativa 300 o 450 m), entrambi dotati di testata autocercante attiva o passiva sonar, ma non dotati di sistemi di filoguida esterni, per cui era necessario eseguire un profilo di ricerca ad elica, prestabilito prima del lancio. Durante la Guerra delle Falkland, questo portò alla distruzione di alcune esche trainate dalle navi inglesi come contromisure contro i sottomarini argentini. I siluri Mk 46, di gran lunga i più potenti e prestanti dei siluri leggeri dell'epoca, sono a tutt'oggi in servizio in decine di marine, aggiornati a standard come l'Mk 5 con sensore migliorato. Un sonar di scafo era presente per scoprire i sottomarini e provvedere ai dati del lancio per la centralina dell'ASROC.

## Servizio
Durante il loro servizio nella marina americana hanno partecipato al blocco navale di Cuba e alla guerra del Vietnam. La loro carriera le ha viste costantemente in azione come parti di gruppi navali, come quelli di scorta alle portaerei, gruppi anfibi e corazzate (la USS New Jersey aveva uno di questi caccia come scorta all'epoca della guerra in Libano, 1983-84). Sei unità della classe sono state aggiornate con un sistema di distribuzione dati NTDS. Questo era un sistema originariamente non presente a bordo, essendo gli Adams antecedenti alla sua apparizione. Altre modifiche sono state adottate con la sostituzione del Tartar con il SM-1 o forse addirittura il più avanzato SM-2MR, il più moderno SAM dell'US Navy. La componente ECM ha avuto pure migliorie varie. Le navi interessate sono state il DDG-17, 19, 20, 22, 23 e 24. Nell'immediato dopo-guerra fredda, oramai obsolete, sono state tolte dal servizio. In ogni caso, fino a quando non sono arrivati i caccia classe Arleigh Burke, gli Adams sono stati il principale modello di cacciatorpediniere antiaereo in servizio, poiché le 31 unità della classe Spruance sono navi antisommergibile e le 4 unità derivate classe Kidd (altre 2 unità vennero depennate) un ripiego dopo l'annullamento della vendita all'Iran a seguito della rivoluzione del 1979.

## Unità USA
- USS Charles F. Adams (DDG-2)
- USS John King (DDG-3)
- USS Lawrence (DDG-4)
- USS Claude V. Ricketts (DDG-5)
- USS Barney (DDG-6)
- USS Henry B. Wilson (DDG-7)
- USS Lynde McCormick (DDG-8)
- USS Towers (DDG-9)
- USS Sampson (DDG-10) - Da ottobre 1992 a febbraio 2002 Themistocles (D-221) nella Marina greca
- USS Sellers (DDG-11)
- USS Robison (DDG-12)
- USS Hoel (DDG-13)
- USS Buchanan (DDG-14)
- USS Berkeley (DDG-15)
- USS Joseph Strauss (DDG-16) - Da ottobre 1992 a luglio 2002 Formion (D-220) nella Marina greca
- USS Conyngham (DDG-17)
- USS Semmes (DDG-18) - Da settembre 1991 a giugno 2004 Kimon (D-218) nella Marina greca
- USS Tattnall (DDG-19)
- USS Goldsborough (DDG-20)
- USS Cochrane (DDG-21)
- USS Benjamin Stoddert (DDG-22)
- USS Richard E. Byrd (DDG-23)
- USS Waddell (DDG-24) - Da ottobre 1992 a luglio 2003 Nearchos (D-219) nella Marina greca

## Grecia
La Grecia, tra il 1991 e il 1992 pose rimedio alla mancanza di navi per la difesa missilistica di zona, e rinunciata ad una trattativa per i quattro Kidd acquistò invece quattro "Adams" che erano stati nel frattempo posti in disarmo dall'US Navy.

## Germania
La classe Lütjens è stata costruita in un cantiere del Maine negli Stati Uniti con delle modifiche, fatte su richiesta tedesca, rispetto alla Classe Charles F. Adams. Con la loro messa in disarmo per la marina tedesca è finita l'era della propulsione a vapore.

## Australia
La Classe Perth è il nome dato dalla marina australiana per i suoi cacciatorpediniere della Classe Adams. Le navi, costruite negli Stati Uniti in un cantiere del Michigan con alcune modifiche rispetto alle stesse unità in servizio nella US Navy, sono state le prime unità missilistiche in servizio nella marina australiana.